# Morris (Wisconsin)
Morris es un pueblo ubicado en el condado de Shawano en el estado estadounidense de Wisconsin. En el Censo de 2010 tenía una población de 453 habitantes y una densidad poblacional de 4,83 personas por km².

## Geografía
Morris se encuentra ubicado en las coordenadas 44°48′43″N 89°2′32″O / 44.81194, -89.04222. Según la Oficina del Censo de los Estados Unidos, Morris tiene una superficie total de 93.7 km², de la cual 93.7 km² corresponden a tierra firme y (0%) 0 km² es agua.

## Demografía
Según el censo de 2010, había 453 personas residiendo en Morris. La densidad de población era de 4,83 hab./km². De los 453 habitantes, Morris estaba compuesto por el 94.26% blancos, el 0% eran afroamericanos, el 3.75% eran amerindios, el 0% eran asiáticos, el 0% eran isleños del Pacífico, el 1.1% eran de otras razas y el 0.88% pertenecían a dos o más razas. Del total de la población el 1.77% eran hispanos o latinos de cualquier raza.